# Hlubočepské plotny
Hlubočepské plotny je označení pro dvojici pozoruhodných nepříliš od sebe vzdálených mohutných kolmých skalních útvarů, které zbyly po zaniklém vápencovém lomu ve východním konci Prokopského údolí pod vrchem Děvín v pražských Hlubočepích nedaleko železniční stanice Praha-Žvahov. Oba skalní masivy – nejvýraznější dominanta v této malé pražské oblasti – jsou od sebe odděleny několik desítek metrů širokým prudkým svahem, z jehož horního okraje se jižním směrem otevírají výhledy do údolí Hlubočep s železničními tratěmi, viadukty, přilehlou městskou zástavbou a se severními svahy Barrandova na protější straně údolí. Jedná se o turisticky oblíbenou geologickou lokalitu s horolezeckými možnostmi v okrajové části Prahy. Místo je působivé svojí atmosférou připomínající přírodní scenérie a „kulisy“ z filmových amerických westernů.

## Levá plotna
Hlubočepské plotny jsou v podstatě jen dvě, ale vytvářejí tři hlavní lezecké sektory. Nejvyšší z nich (s výškou kolem 40 metrů) se nazývá Levá hlubočepská plotna nebo též Velká stěna. Úpatí Velké stěny začíná v menší strmé rokli, která na svém vrcholku ostře přechází do dvojice malých horizontálních skalních plošin porostlých travou a náletovými křovinami. Západněji orientovaná (poněkud výše položená) skalní plošinka sousedí se svahem, který se klene nad Skalničkovou zahradou Hlubočepy, druhá ze skalních plošinek (východnější, níže položená) odděluje úpatní rokli od kamenité cesty vedoucí podél železniční tratě. V Levé hlubočepské plotně je vyznačeno 27 lezeckých cest s malými chyty a stupy v obtížnostech mezi 7a (VIII) a 7c+ (IX+).

Levá hlubočepská plotna
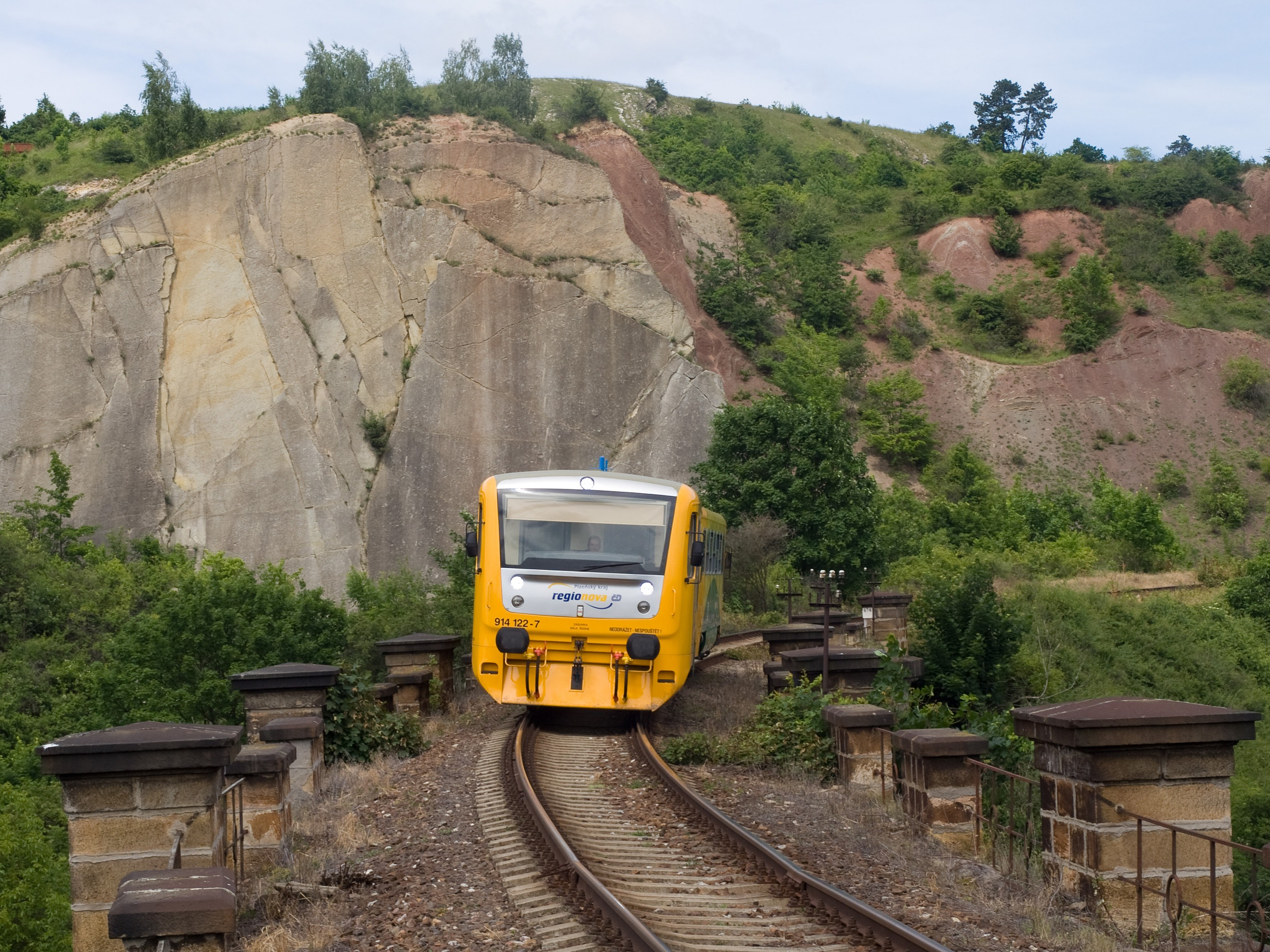
Pohled od začátku / konce hlubočepského viaduktu
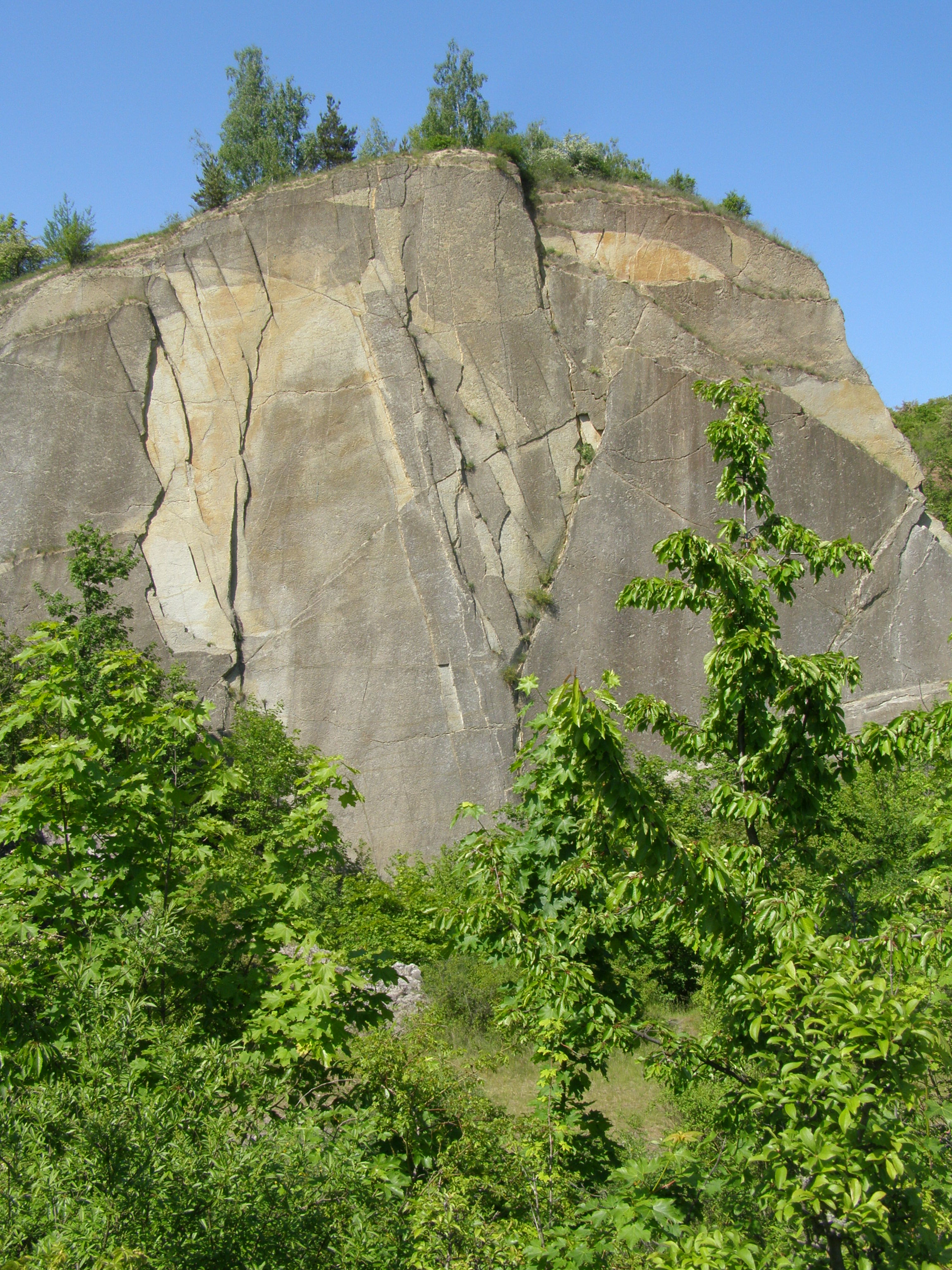
Pohled ze „západní“ skalní plošinky
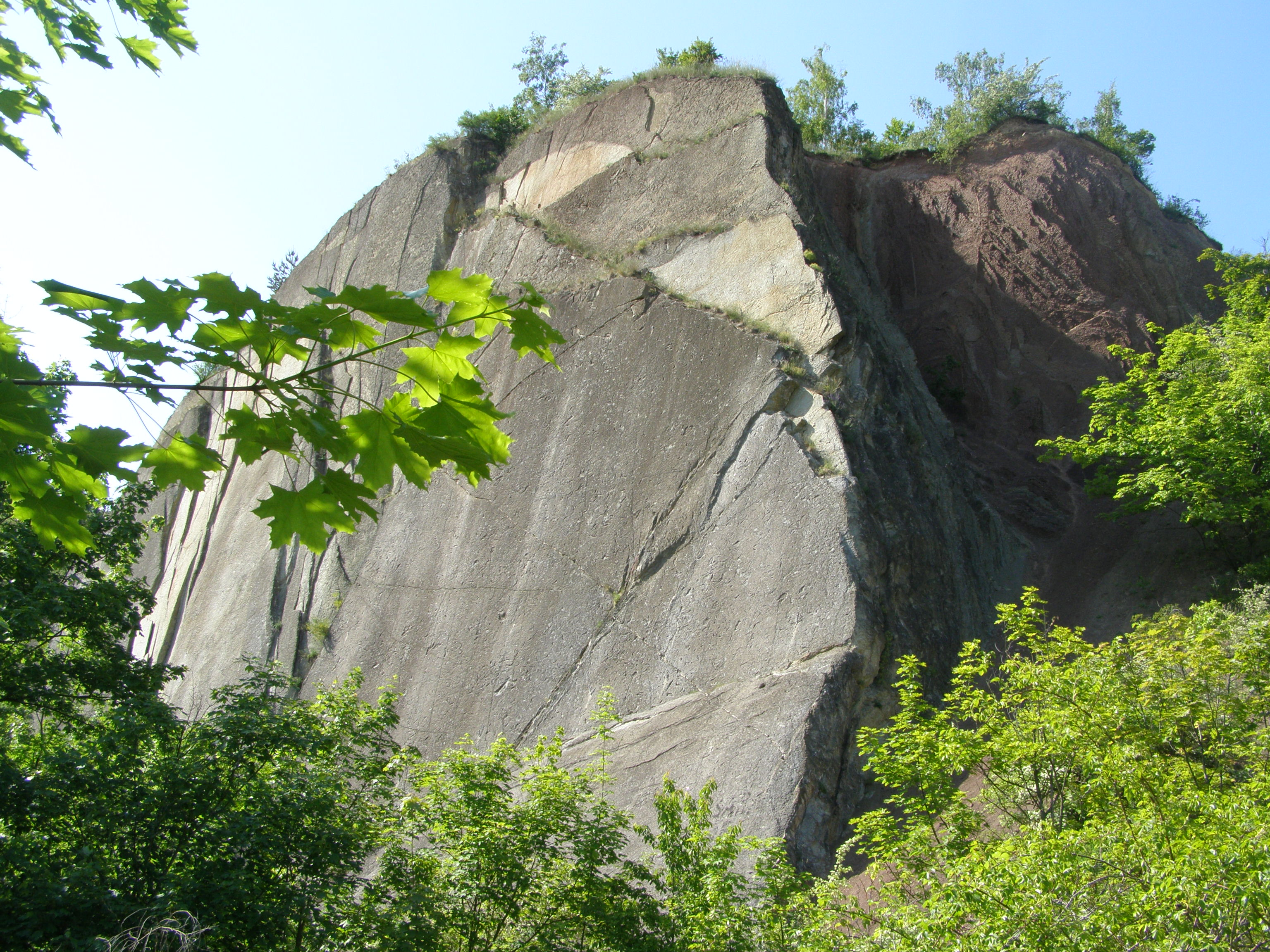
Pohled z „východní“ skalní plošinky
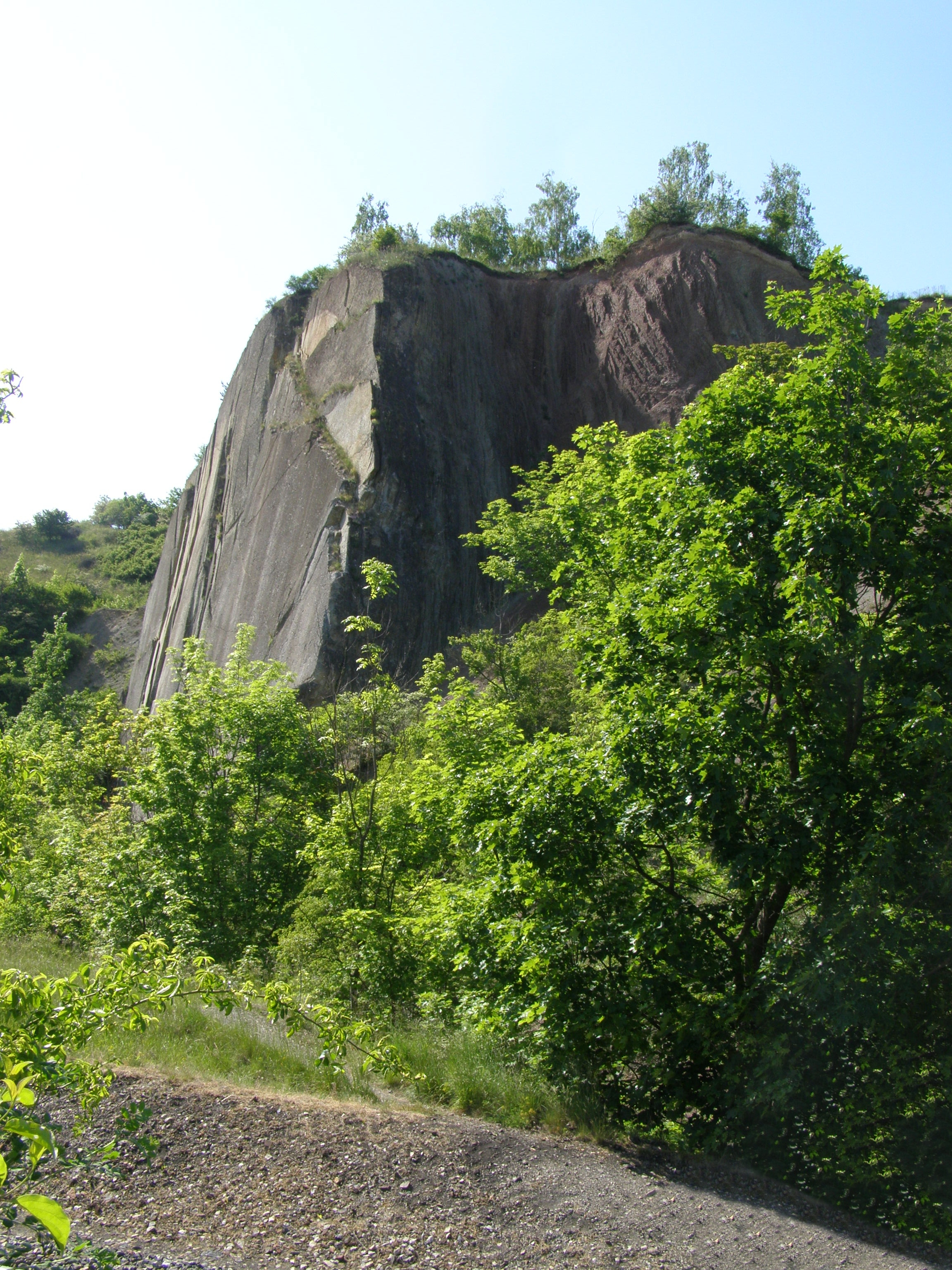
Pohled od železniční trati

## Malá plotna
K Levé hlubočepské plotně nenápadně přisedá v její pravé spodní (úpatní) části tzv. Malá hlubočepská plotna s výškou 17 metrů. V sektoru Malé plotny je vyznačeno 12 resp. 13 lezeckých cest v obtížnosti 4 až 8- (UIAA) s výškou cca 15 metrů.

## Pravá plotna
Nižší skalní masiv (s výškou asi 30 metrů) se nazývá Pravá hlubočepská plotna nebo též Železniční (plotna). Přístup k úpatí Pravé hlubočepské plotny je kamenitou pěšinkou vedoucí podél železniční trati Praha-Smíchov – Hostivice (označované lidově jako Pražský Semmering). Železniční masiv je částečně neplotnový, ale je lámavý a má místy drolivý povrch. Je zde vyznačeno celkem 15 hlavních lezeckých cest s převažujícím plotnovým charakterem lezení. Cesty jsou dvou typů: obtížnější se vyskytují na vyšší části Pravé plotny (vlevo se tyčící nad lomem), méně obtížné jsou pak menší „žebra“ čnící v pravé části Pravé plotny nad železniční tratí. Celkem je tu pouhých šest odjištěných cest v obtížnosti 5 až 8 (UIAA) s výškami od 25 do 30 metrů. Těsná blízkost provozované železniční trati si vyžaduje náležitou pozornost i dole stojící jistící osoby (jističe).

Pravá hlubočepská plotna
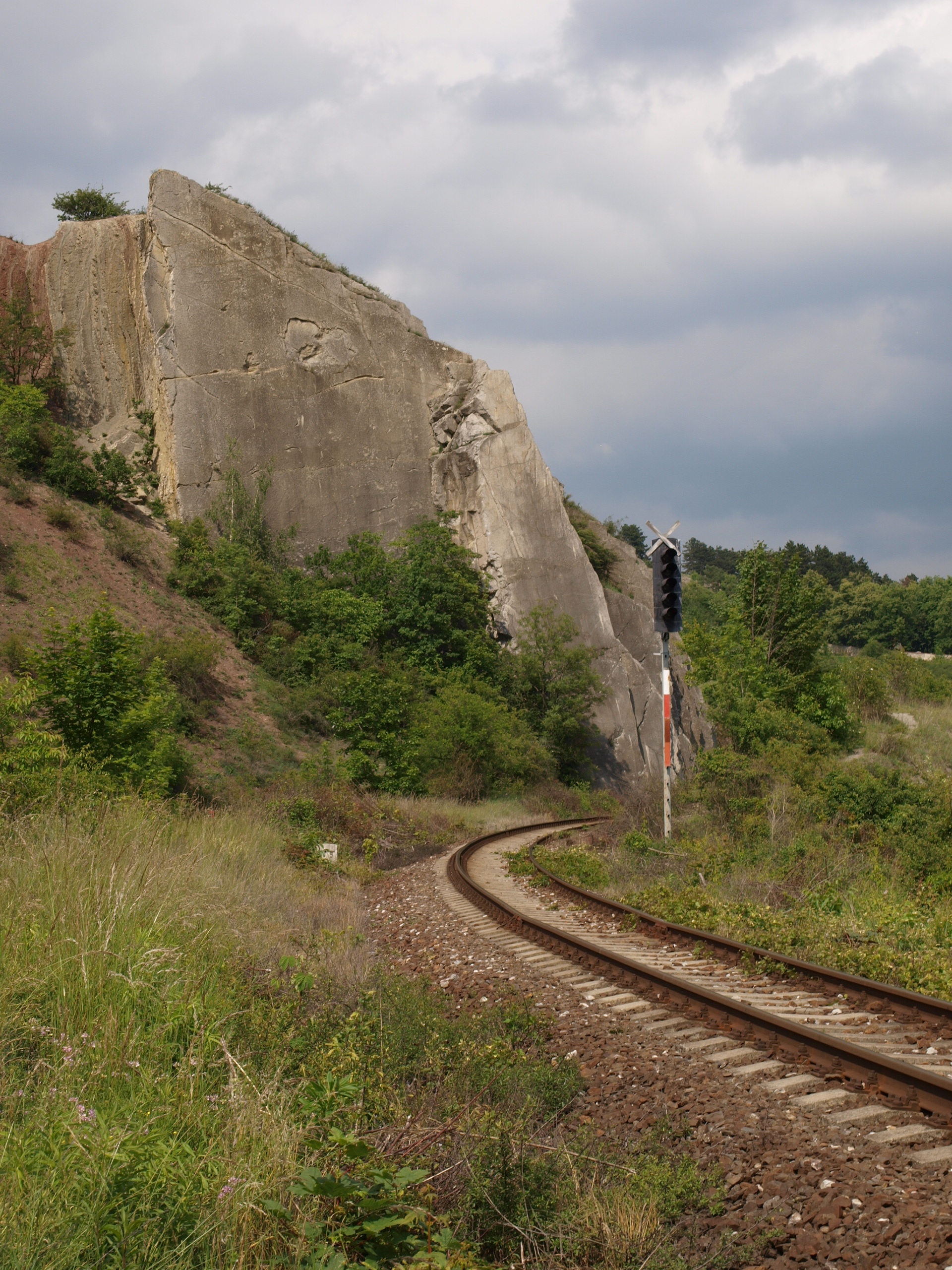
Pohled na vnitřní stěny ze směru „od hlubočepského viaduktu“
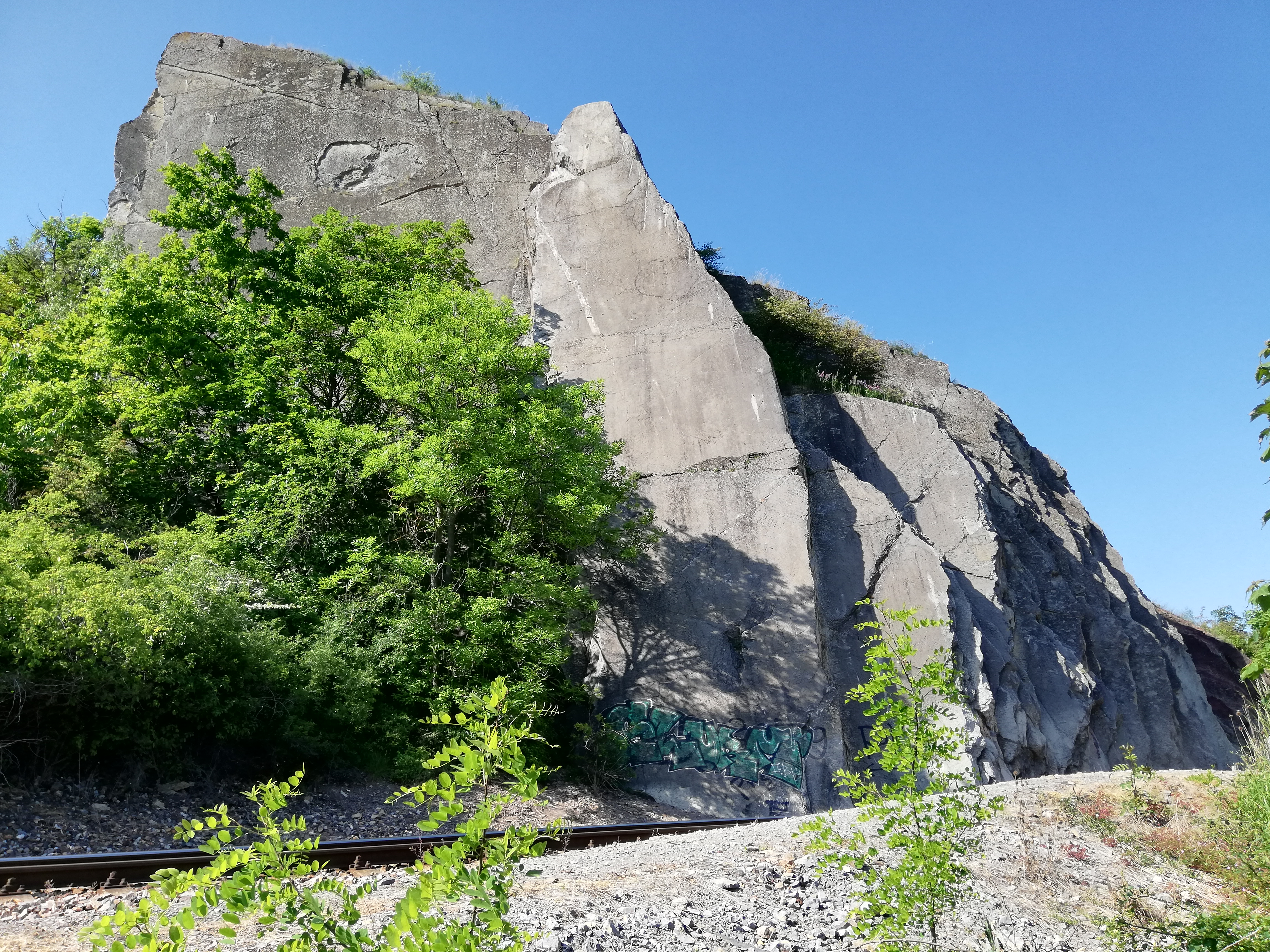
Pohled od trati
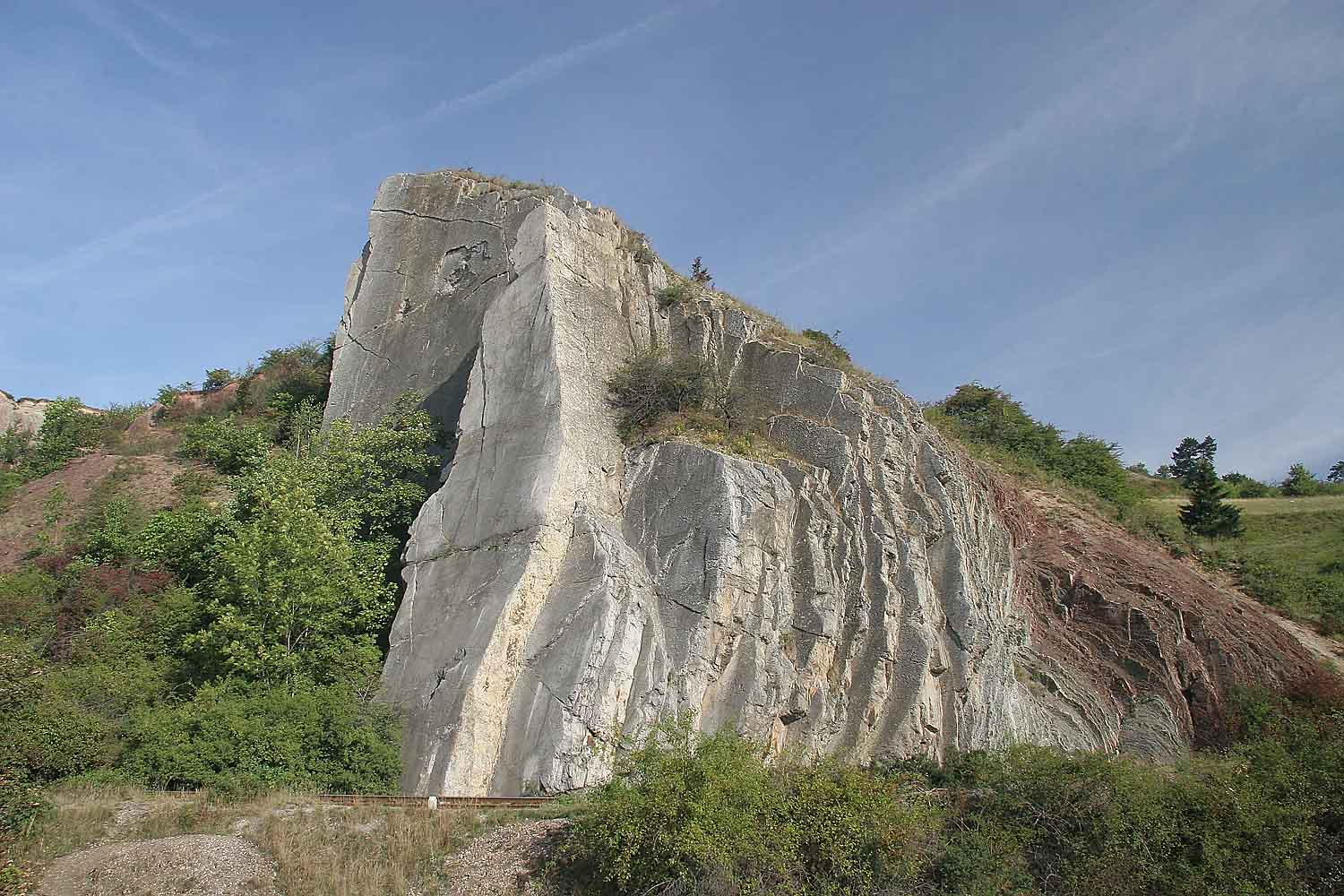
Celkový pohled
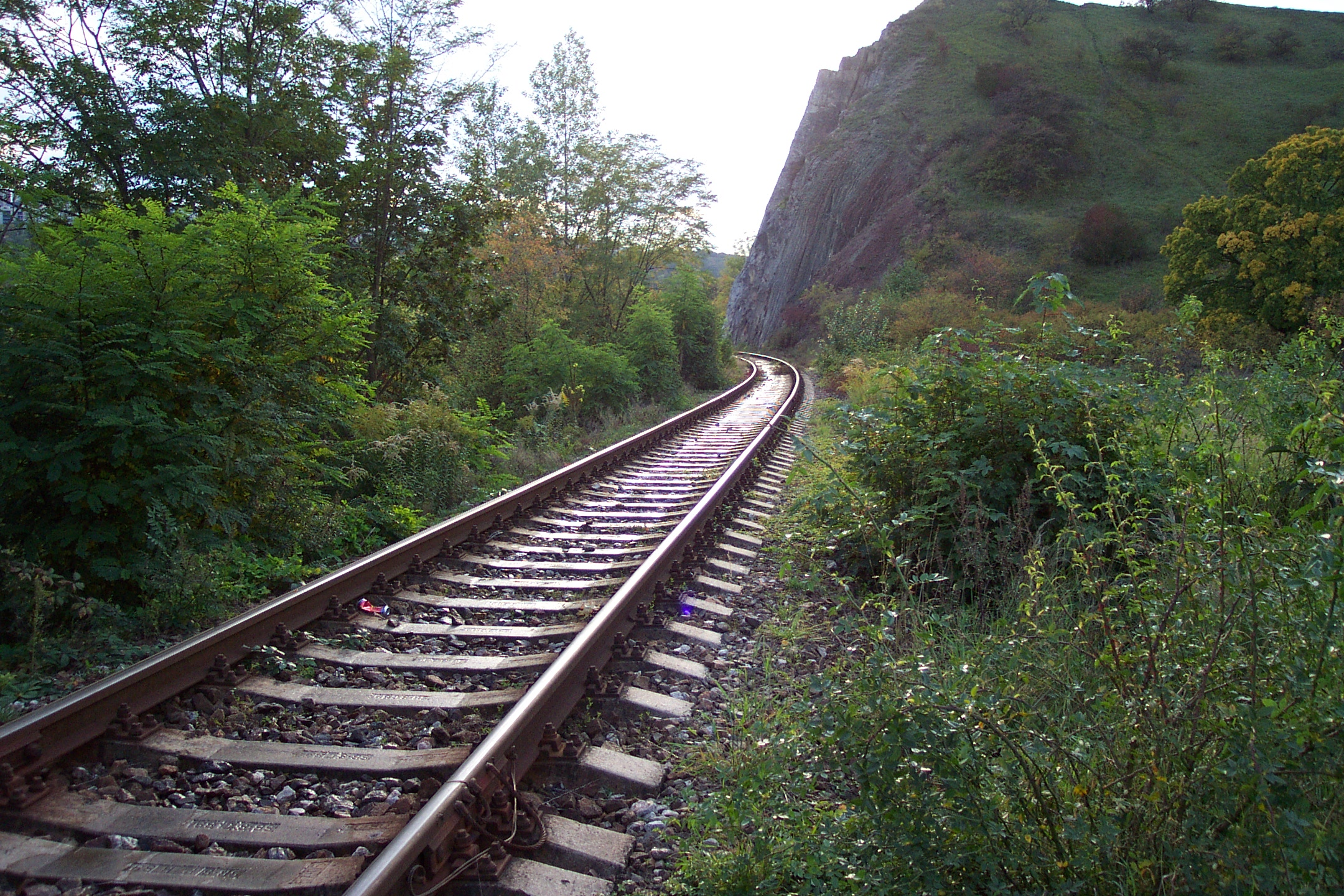
Pohled ze směru „od železniční stanice Praha-Žvahov“

## Horolezecké využití
Masivy Hlubočepských ploten jsou vyhledávaným pražským horolezeckým terénem navzdory tomu, že z nich během let opadávaly kusy kamení. (Poslední známá sanace jejich povrchů byla provedena městem v roce 2013.) Tato oblíbená lezecká oblast (mezi Barrandovem, Jinonicemi a Smíchovem) je dominantně tvořena dlouhými ukloněnými plotnami a je určena pro středně pokročilé až pokročilé lezce – příznivce trochu monotónního plotového lezení s oblejšími miniaturními vápencovými chyty a malými lištami.
První lezecké cesty pro sportovní lezení zde vznikaly v 80. a 90. letech 20. století a jsou pravidelně udržovány. Je zde povoleno celoroční lezení a vede zde téměř 60 lezeckých cest s obtížnostmi 4 až 9.

## Geologicko–turistická lokalita
Atraktivní a fotogenické místo je oblíbeno též milovníky přírody (slunce tuto suchou, na jih orientovanou stepně vypadající oblast prohřívá téměř celý den a to ponejvíce v odpoledních hodinách) a mají jej rádi i znalci geologie. Masivy Hlubočepských ploten nejsou přirozeného původu, neboť se jedná o lomové stěny – pozůstatky po těžbě vápence (třebotovského souvrství). Původně vodorovné vrstvy vzniklé usazováním v moři, se vlivem horotvorných procesů naklonily mnohdy až téměř do svislého směru. Přitom se ale nezvrásnily (jako je tomu například v případě Barrandovských skal na levém břehu Vltavy). Po odtěžení části vápenců tak na skalních masivech vznikly hladké plochy – bývalé to hranice mezi jednotlivými vrstvami.

## Přístupové trasy do lokality
- Výchozím bodem může být křižovatka ulic Hlubočepská a Pod Útesy, odkud je možno pokračovat severním směrem ulicí Pod Útesy a po překonání mostku přes Dalejský potok dojít až na místo, kde se ulice rozdvojuje na „západní“ a „východní“ část a vytváří křižovatku ve tvaru písmene „T“.[13] Tady se pod křovinatým svahem nachází nápadná kamenitá, úzká vyšlapaná pěšinka vedoucí severním směrem vzhůru do nálety zarostlé stráně. Stezička stoupá prudkým svahem, zhruba ve své prostřední části se dělí na levou a pravou část (při chůzi je třeba držet se vlevo) aby nakonec cestička skončila u železniční tratě. Na opačné straně železniční tratě se pak již nachází oblast Levé hlubočepské plotny.[13][1]

- Výchozím bodem může být křižovatka ulic K Dalejím a Na Placích, kde se nachází dětské hřiště a občerstvení U Prokopa. Odtud je třeba vydat se severním směrem do kopce ulicí Na Placích, projít kolem napravo se nacházejícího skalního zářezu – vstupu do Skalničkové zahrady Hlubočepy – a po přibližně 100 metrech chůze v prudké levotočivé zatáčce odbočit vpravo na malou sotva znatelnou pěšinku. Pěšinka vede skrz náletové křoviny a stromky přibližně po vrstevnici nad Skalničkovou zahradou a po několika desítkách metrů se začne rozdělovat. Levá část cestičky končí na skalní plošince oddělené úpatní roklí od Levé plotny, zatímco její pravá část se spouští příkře kamínkovým sestupem ke dnu rokle.[13] Dno rokle je pak výchozím místem pro nástup na Levou či Malou hlubočepskou plotnu.[1]

- Výchozím bodem může být křižovatka ulic Pod Útesy a Ke Hřbitovu, odkud lze postupovat severovýchodním směrem vzhůru do kopce po asfaltové ulici Ke Hřbitovu. Na horním konci ulice je již vpravo nedaleko vidět kovový mostek vedoucí přes železniční trať. Po jeho překonání je třeba zahájit vlevo sestup bezejmennou asfaltovou cestou vedoucí směrem k opuštěnému drážnímu domku. Tam se chodec ocitá u železniční tratě a pokračuje vpravo podél ní, projde kolem nepříliš dlouhé slepé koleje až k jejímu konci a stále pokračuje kamenitou cestou podél tratě dále západním směrem. Jednokolejná železniční trať se pomalu stáčí do velmi mírného levotočivého oblouku a po zhruba 200 metrech chůze po bezpečně od trati vzdálené pěšince se příchozí ocitá u paty Pravé (Železniční) hlubočepské plotny.[1]